# Steve MacDonald
Steve MacDonald (ur. 22 grudnia 1968) – amerykański kulturysta, trójboista siłowy i strongman.
Mistrz USA Strongman w roku 2006.

## Życiorys
Steve MacDonald trenuje sporty siłowe od 1994 r. Jest zrzeszony w federacji IFSA.
Wziął udział w indywidualnych Mistrzostwach Świata IFSA Strongman 2006, jednak nie zakwalifikował się do finału.
Mieszka w mieście Pittsburgh (stan Pensylwania).
Wymiary
- wzrost: 188 cm
- waga: 143 kg

## Osiągnięcia strongman
- 2004
  - 2. miejsce - NAS National Championships
- 2005
  - 6. miejsce - Super Seria 2005: Mohegan Sun
- 2006
  - 8. miejsce - FitExpo Strongman 2006, USA
  - 8. miejsce - Ironman Strongman 2006
  - 1. miejsce - Mistrzostwa USA Strongman 2006
- 2007
  - 8. miejsce - Arnold Strongman Classic, USA
  - 4. miejsce - Mistrzostwa USA Strongman 2007